# Siège d'Algésiras (1342-1344)
Pour les articles homonymes, voir siège d'Algésiras.
reconquista
Le siège d'Algésiras de 1342 a été un siège mené par les troupes de la Couronne de Castille (royaume de Castille et de León) du roi Alphonse XI conjointement avec les flottes de la Couronne d'Aragon (royaumes de Aragón, de Valence, de Majorque, de Sicile et principauté de Catalogne), et de la république de Gênes durant la Reconquista de la péninsule Ibérique avec comme objectif la conquête de la cité musulmane de « الجزيرة الخضراء »(« l'île Verte »), appelée Algésiras par les chrétiens. Cette ville était le principal port de la côte européenne du détroit de Gibraltar. Le siège dura vingt-et-un mois durant lesquels la population de la cité, environ 30 000 personnes entre civils et soldats, supporta les conséquences d'un siège sévère qui empêchait l'entrée de nourriture dans la cité. Le 26 mars 1344 après la déroute dans les plaines du Río Palmones (es) de l'armée du royaume de Grenade qui devait secourir la cité, sont intervenues la reddition de la capitale pour les territoires européens des Mérinides et son incorporation au royaume de Castille.

## Le siège d'Algésiras dans les sources médiévales
En dépit de l'importance du siège et de la prise d'Algésiras pour la société de l'époque, les sources écrites qui relatent les faits restent rares. L'œuvre principale utilisée par l'historiographie médiévale est la Chronique d'Alphonse XI qui rapporte les principaux événements du règne de ce monarque. On suppose que les passages concernant le siège d'Algésiras ont été écrits dans le camp chrétien par les scribes royaux. Cette œuvre narre en détail les actions observées de l'extérieur de la cité. Chaque mois passé fait l'objet d'un chapitre différent. Parmi les autres œuvres en castillan, il faut noter le Poema de Alfonso Onceno (Poème d'Alphonse XI) appelé aussi Crónica rimada écrit par Rodrigo Yáñez comme l'indique le texte lui-même et les Cartas de Mateo Merced (Lettres de Mateo Merced), vice-amiral de la Couronne d'Aragon, dans lesquelles il informe le roi de la Couronne de Castille sur l'entrée des troupes dans la cité,. Toutes ces sources rapportent uniquement le point de vue des assiégeants. Aucun texte nous donnant le point de vue des assiégés ne nous est parvenu ; seuls de rares textes arabes mentionnent indirectement la perte de la cité.

## Antécédents
Après être passée durant les premières années du XIVe siècle par les mains des Mérinides et du royaume de Grenade, en 1329, Algésiras est définitivement conquise par le royaume de Fès qui établit en elle la capitale (es) de ses territoires européens. En 1338, Abd-al-Malik, fils du roi du Maroc et proclamé roi d'Algésiras et Ronda, engage des escarmouches contre les territoires castillans à la frontière sud de la péninsule Ibérique. Lors d'une de ces rencontres, le roi d'Algésiras meurt tué par les soldats castillans et est enterré dans sa capitale. Son père Abu al-Hasan ben Uthman traverse le détroit en 1340, met en déroute une grande flotte castillane et débarque dans la cité. Sur la tombe de son fils, il jure qu'il battra le roi de Castille et il se dirige en premier lieu vers la cité de Tarifa, qu'il assiège.
Le roi de Castille, inquiet des incursions de la nouvelle force nord-africaine et devant le risque de perdre la cité de Tarifa, prépara une armée avec la participation du roi du Portugal, Alphonse IV. Les deux troupes, castillane et mérinide se sont rencontrées près de la plage de Los Lances (es) de Tarifa où a eu lieu la bataille de Tarifa. La déroute musulmane conforta le roi chrétien qui fut convaincu de la nécessité de prendre la cité d'Algésiras car elle était la principale voie d'entrée des troupes depuis l'Afrique.

## Les préparatifs du siège

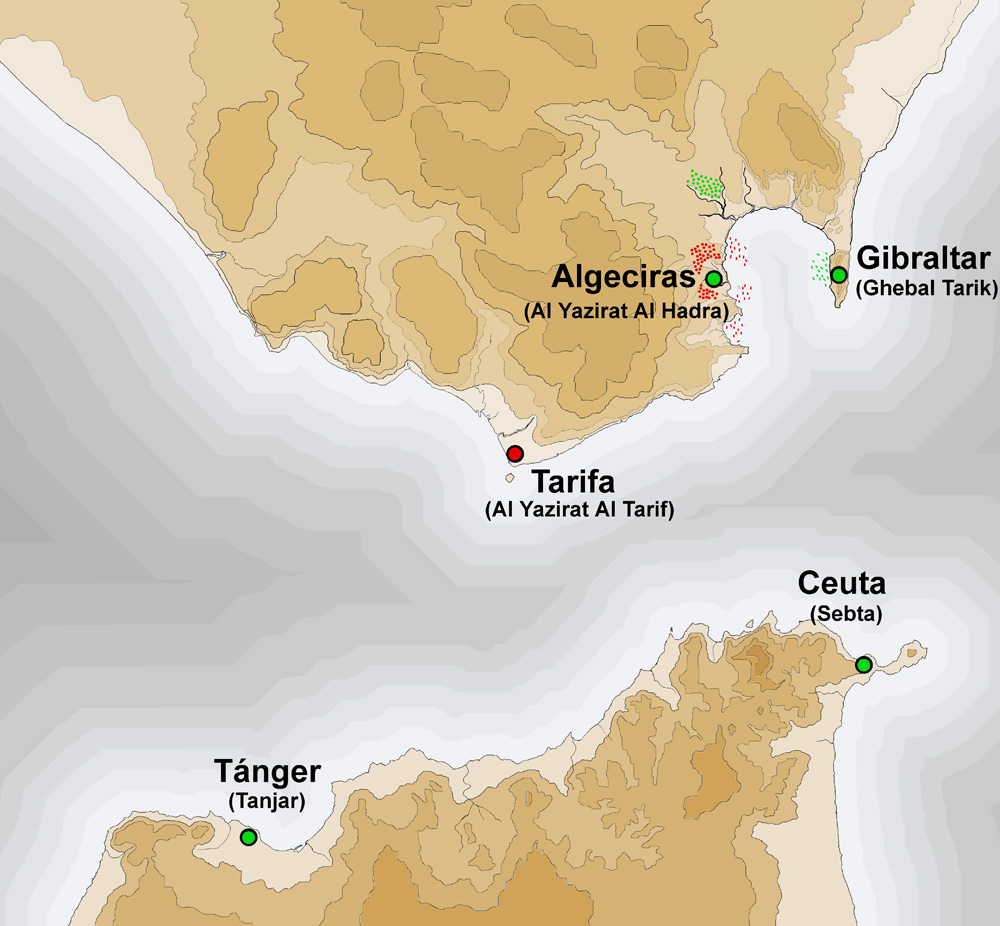
Détroit de Gibraltar durant le siège d'Algésiras.

À partir de 1341, Alphonse XI commence à préparer les troupes nécessaires pour assiéger la cité, commande de construire plusieurs barques et s'assure de l'appui de l'escadre génoise d'Egidio Boccanegra et des escadres de Portugal et Aragon. Sur terre, il compte sur les troupes de Castille, d'Aragon et de nombreux croisés européens sans compter l'appui des rois d'Angleterre et de France. Le financement de l'entreprise était complété par l'implantation de l'impôt de la alcabala dans tout le royaume approuvée par les Cortes de Burgos (es).
Après s'être réuni à El Puerto de Santa María avec l'amiral portugais Carlos Pezano et avoir reçu des nouvelles de Don Pero de Montada amiral de l'escadre d'Aragon qui faisait cap vers Algésiras, Alphonse XI part pour la crique de Getares (es), à quelque trois kilomètres de la cité, pour vérifier l'état des galères mises à sa disposition,.

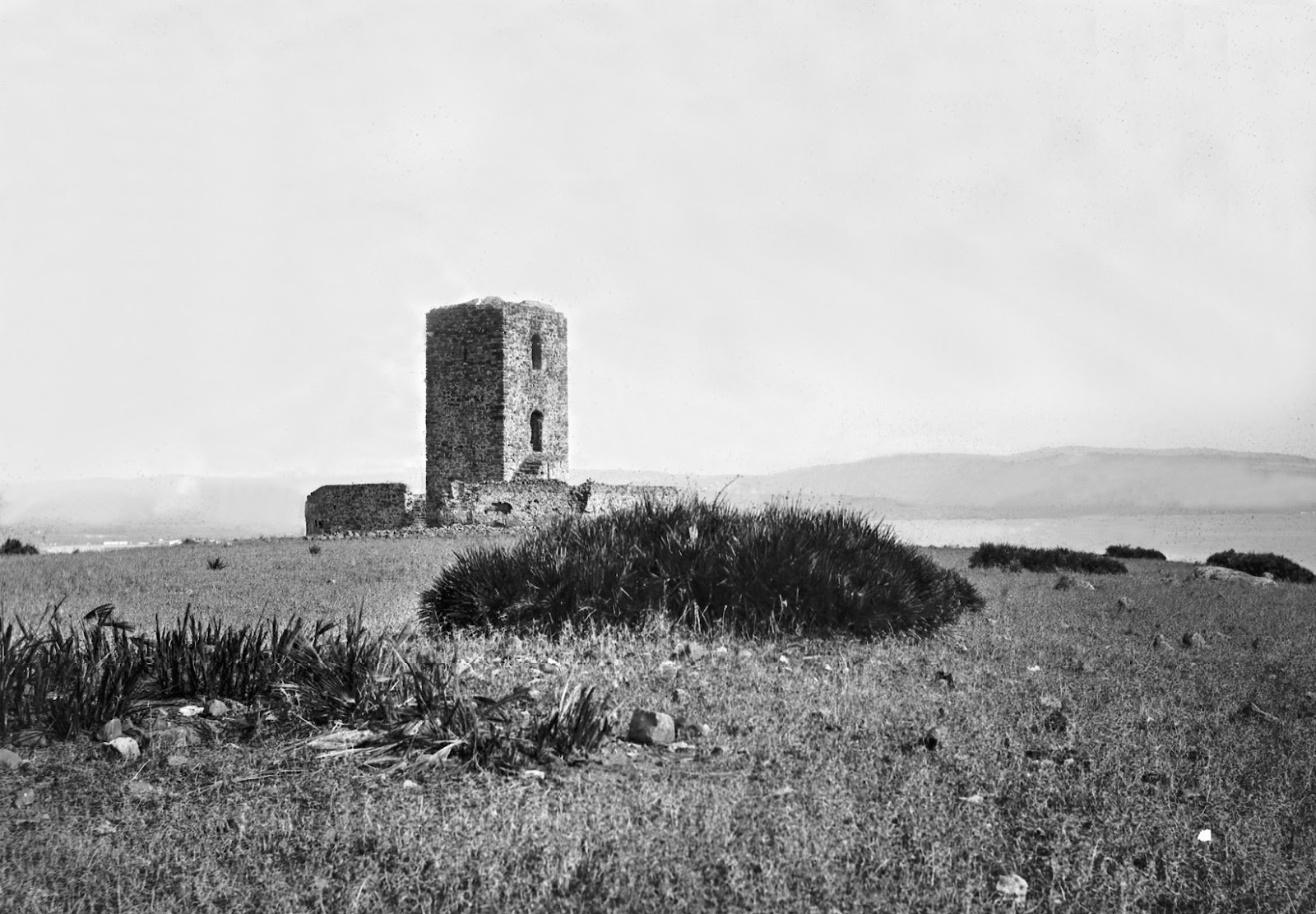
Tour des Adalides.

En arrivant à Getares, Pero de Montada informe le roi castillan qu'en chemin, il a intercepté plusieurs barques qui amenaient du pain à la ville et que les galères de Portugal et de Gênes avaient engagé un combat contre quatre-vingt galères morisques, réussissant à capturer vingt-six d'entre elles et obligeant les autres à se réfugier dans des ports africains. Selon des sujets loyaux au roi de Castille, c'était le moment idéal pour assiéger la cité car elle devait avoir peu de provisions. Le roi, sans doute, considère, qu'il a encore peu de troupes car la majeure partie de celles-ci se trouvaient à Jerez attendant ses ordres alors que les troupes dans Algésiras étaient déjà averties de son arrivée.
À son retour de Jerez, le roi de Castille commande de réunir son conseil et les informe de l'état de la cité pendant qu'il envoie des ordres aux amiraux établis à Getares pour qu'ils interceptent toute barque qui tenterait d'approvisionner la cité et d'essayer de capturer quelques personnes d'Algésiras qui pourrait les informer sur l'état de la ville. Il donne un ordre équivalent à ses Almogavres pour qu'ils fassent la même chose sur terre. Les officiers du roi le conseillent  sur les lieux les plus appropriés pour établir le camp royal, et sur les points vulnérables d'où on pouvait faire le plus de dégâts aux défenses de la cité. Il ne restait plus qu'à faire passer les troupes vers Algésiras et pour cela, on a construit des ponts sur le Río Barbate (es) et sur un ruisseau près de Jerez et on a commandé de poster plusieurs barques sur le Río Guadalete pour permettre le passage des viandes qui devaient nourrir les troupes.
Le 25 juillet 1342, Alphonse XI sort de Jerez à la tête de ses troupes et des chevaliers. Les accompagnaient pour le siège : l'archevêque de Tolède, l'évêque de Cadix, le maître de Santiago, Don Joan Alonso de Guzmán, Don Pedro Ponce de León, Don Joan Núñez, maître de Calatrava, Nuño Chamizo, maître d'Alcántara, Frère Alfonso Ortiz Calderón, Prieur de San Juan et les conseillers de Séville, Cordoue, Jerez, Jaén, Écija, Carmona et Niebla.
Les troupes castillanes et leurs alliés arrivent le premier août à Getares composées de 1 600 soldats à cheval et 4 000 arbalétriers et lanciers. Le 3 août 1342, le camp du roi s'établit sur une butte au nord d'Algésiras. Dans la tour ici présente le roi résiderait les premiers mois du siège et autour d'elle se sont disposés les chevaliers et nobles qui l'accompagnaient. La tour de los Adalides (tour des chefs), ainsi appelée depuis ce moment, permettait une excellente vision de la cité musulmane et des chemins qui la faisaient communiquer avec Gibraltar et avec l'Est de l'Andalousie.

## Algésiras
« El alcaçar muy rreal, fermoso commo rrobi,
Torres de canto e de cal, las mejores que yo bi,
Anartes con sus saetas, almenas bien apostadas,
Muy peligrosas barreras, cartauas muy bien labradas,
Dos billas son de grand brio, e están en tierra fiel
Por entre couas un rrio, que llaman rrio de la Miel.
Poème d'Alphonse XI. »

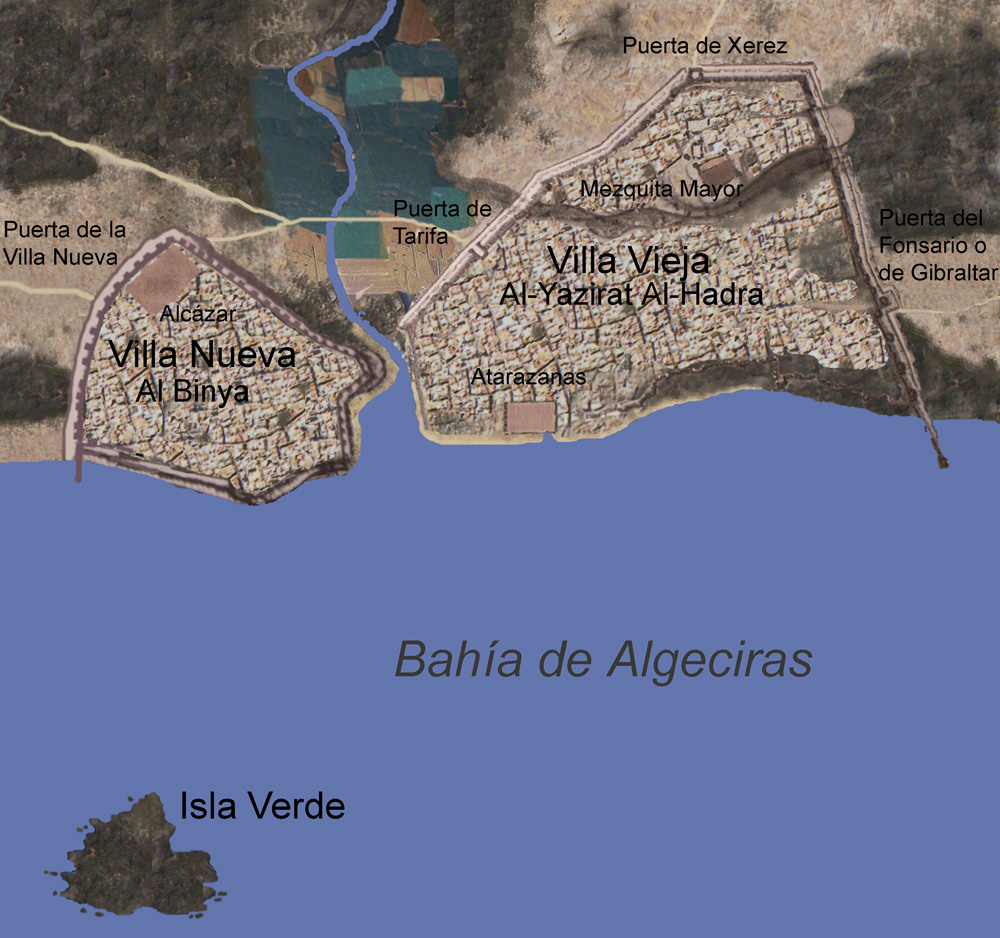
Plan des villes d'Algésiras.

Algésiras fut la première cité fondée par les musulmans à leur arrivée en 711 dans la péninsule Ibérique. Au XIVe siècle, la cité était formée de deux villes séparées avec leurs propres murailles et défenses. Les deux villes étaient séparées par le río de la Miel (es) qui à son embouchure formait une vaste anse qui servait de port naturel.
La Ville nord, Al-Madina, appelée par les castillans Ville Vieille, était la plus ancienne et avait été fondée en 711. Elle était entourée par une muraille avec des tours et un profond fossé protégé par une barbacane et un parapet. L'entrée de la ville du côté Gibraltar était protégée par une porte monumentale appelée del Fonsario (es) car elle était proche du cimetière principal de la cité. Cet accès était le point le plus faible des fortifications et pour cette raison, le mieux conçu pour résister aux attaques. 
La Ville sud, Al-Binya, construite par les Mérinides d'Abu Yusuf Yacub en 1285, se trouvait sur un plateau où avant se trouvait le quartier industriel de la Julia Traducta, l'Algésiras romaine. La situation escarpée de ce plateau contribuait à sa défense de sorte qu'il n'était pas nécessaire de construire des défenses aussi solides que celles de l'autre ville. La ville sud, ou Ville Nouvelle, abritait à l'intérieur l'alcázar et les troupes qui stationnaient dans la cité.
Algésiras comptait lors du siège environ huit cents cavaliers et douze mille arbalétriers et archers sur un total de trente mille personnes selon les renseignements donnés par les prisonniers durant les premiers jours de l'opération.

## Déroulement

### Début du siège d'Algésiras

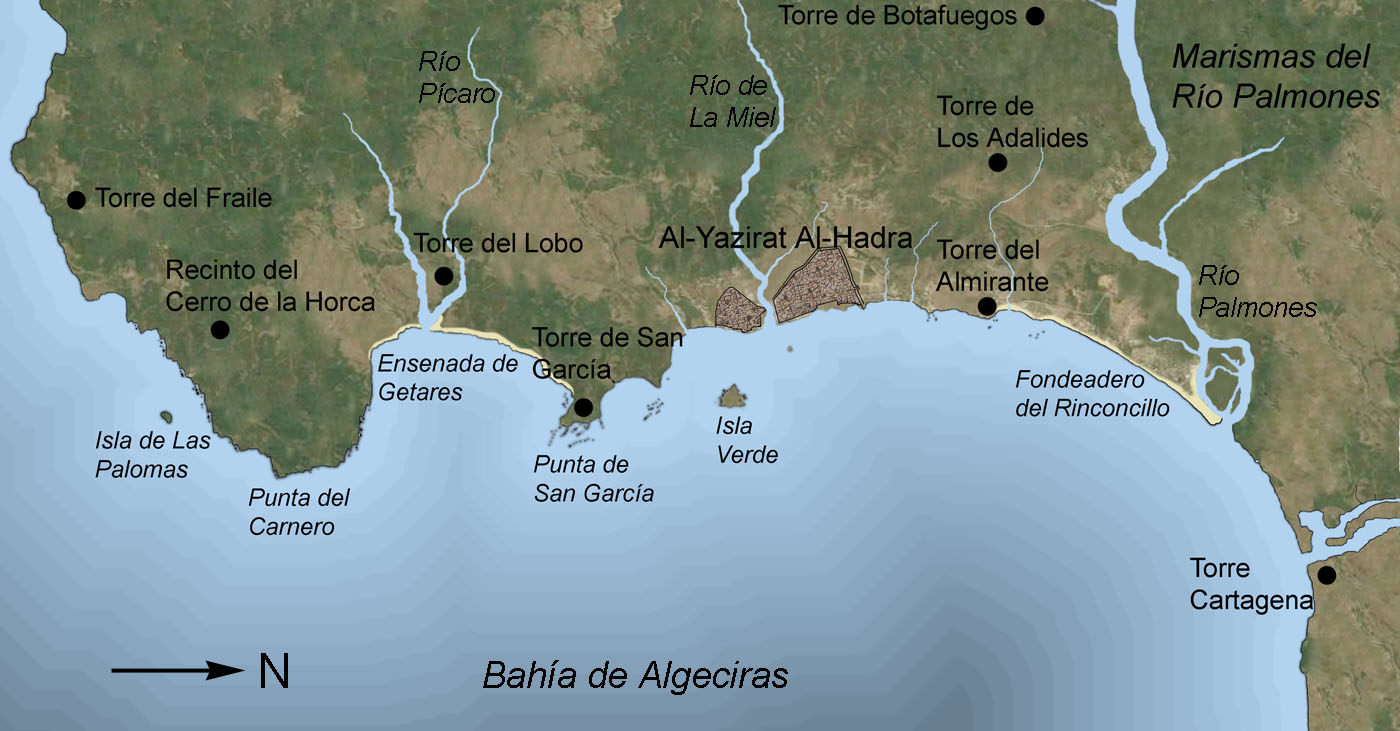
Lieux et constructions principales cités dans le texte.

Après le 3 août 1342, une fois établi le camp principal, le roi de Castille commande à ses ingénieurs d'étudier en quels lieux devaient se positionner les troupes. L'objectif principal était d'empêcher la sortie de troupes de la cité et l'entrée de renforts venant de Tarifa et Gibraltar. Algésiras tomberait à cause de la famine plutôt que par la force des armes. Dans la cité, voyant que l'on n'avait pu encore organiser correctement le siège, on décide d'envoyer trois cents hommes à cheval et mille à pied contre le maître de Santiago, Joan Alfonso de Guzmán, Pero Ponce et les hommes de Séville établis à la porte del Fonsario. Les hommes du Comte de Lous se sont avancés contre les défenseurs d'Algésiras, mais pour ne pas avoir attendu l'arrivée des autres chrétiens, ils sont morts sous une pluie de flèches en s'approchant trop près de la muraille.
Après cet épisode, le roi commande les jours suivants de creuser une tranchée autour de la Ville Nord en laissant seulement trois passages, pour empêcher la sortie de la cité. Ses hommes ont construit des abris près des tranchées et à intervalles réguliers où ils pouvaient se poster à l'abri des flèches pour monter la garde. Le roi a aussi déplacé son camp en un lieu plus proche de la cité et enfin il donne l'ordre de conquérir la tour Cartagena (es) située à Carteia dans la cité de San Roque, d'où on pouvait observer les mouvements des Mérinides de Gibraltar.
Devant l'imminence de la guerre du roi Pierre d'Aragon contre le royaume de Majorque, la flotte aragonaise a dû abandonner le siège au début de septembre ce qui rendait plus difficile le blocus maritime ; la cité pouvait être approvisionnée depuis Gibraltar. Le roi donne l'ordre de disposer des machines de siège près de la porte nord-ouest de la cité où deux grandes tours empêchaient l'assaut et protégeaient les défenseurs. Profitant de la période de construction de ces machines, plusieurs défenseurs sont sortis par la porte de Xerez pour empêcher leur mise-en-place. La stratégie des assiégés était de provoquer les assaillants et de les faire se rapprocher des murailles. Cette ruse, qui leur avait déjà permis de tuer le Comte de Lous, n'était pas connue des chevaliers chrétiens. C'est ainsi que durant les premiers mois du siège sont morts un grand nombre de chevaliers, dont l'écuyer du Roi, Joan Niño et le maître de Santiago entre autres.

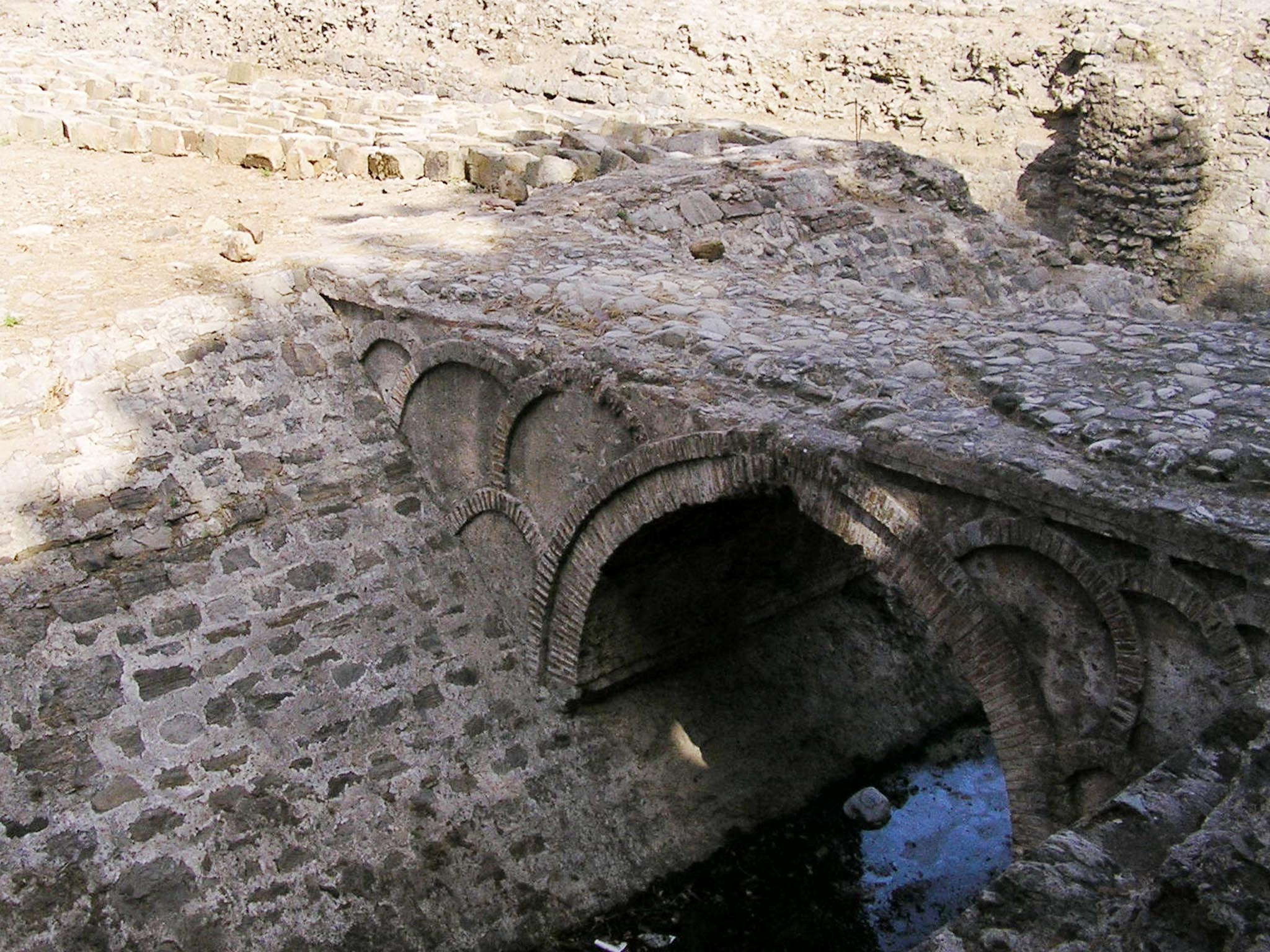
Pont d'accès à la porte del Fonsario.

Le blocus se prolongeait et le roi de Castille a envoyé plusieurs des siens demander de l'aide pour poursuivre le siège ; l'archevêque de Tolède a été envoyé auprès du roi de France pendant que le prieur de Saint-Jean est allé auprès du pape Clément VI qui venait d'être intronisé. Les assiégeants ont rencontré plus de problèmes que ce qu'ils avaient imaginé au début. Dans les premiers jours d'octobre, une énorme tempête a touché Algésiras. Le camp situé au nord-est se trouvait dans une zone traditionnellement inondable qui s'est convertie en un bourbier alimenté par les eaux du ruisseau de Secano. Les assiégés profitèrent de la désorganisation créée par le mauvais temps, pour s'approcher de nuit et provoquer de grandes pertes. Les inondations ont obligé le déplacement du camp royal et d'une grande partie des troupes à l'embouchure du Río Palmones (es) où ils ont passé tout le mois jusqu'en novembre. Peu après ce changement de campement, les habitants ont réuni toutes leurs forces dans la vieille ville pour tenter une attaque désespérée contre les assaillants. La sortie des cavaliers musulmans a pu atteindre le camp chrétien récemment établi et ils ont tué de nombreux chevaliers, dont Gutier Díaz de Sandoval et Lope Fernández de Villagrand, vassaux de Joan Núñez, ainsi que Ruy Sánchez de Rojas, vassal du maître de Santiago.
Peu à peu, la situation devenait désespérée tant dans la cité que chez les troupes du roi. Dans le camp chrétien, les aliments se faisaient rares depuis les inondations. Dans le même temps, la promiscuité et les conditions insalubres ont provoqué le développement de maladies infectieuses. À Algésiras, les aliments manquaient à cause du blocus maritime. Durant tous ces premiers mois du siège, les Castillans avaient sans cesse lancé des pierres contre les murs de la cité pendant que les défenseurs essayaient de causer des pertes soit dans des combats au contact direct soit en utilisant divers types d'armes comme les balistes, capables de tirer des projectiles de grande taille. En décembre sont arrivés du côté chrétien les hommes des municipalités de Castille et d'Estrémadure ; avec eux, le blocus terrestre s'est resserré encore plus. On a installé autour de la cité un grand nombre d'engins balistiques amenés par les Génois, alors que depuis la cité, on n'arrêtait pas de lancer des flèches sur ceux qui montaient ces machines.

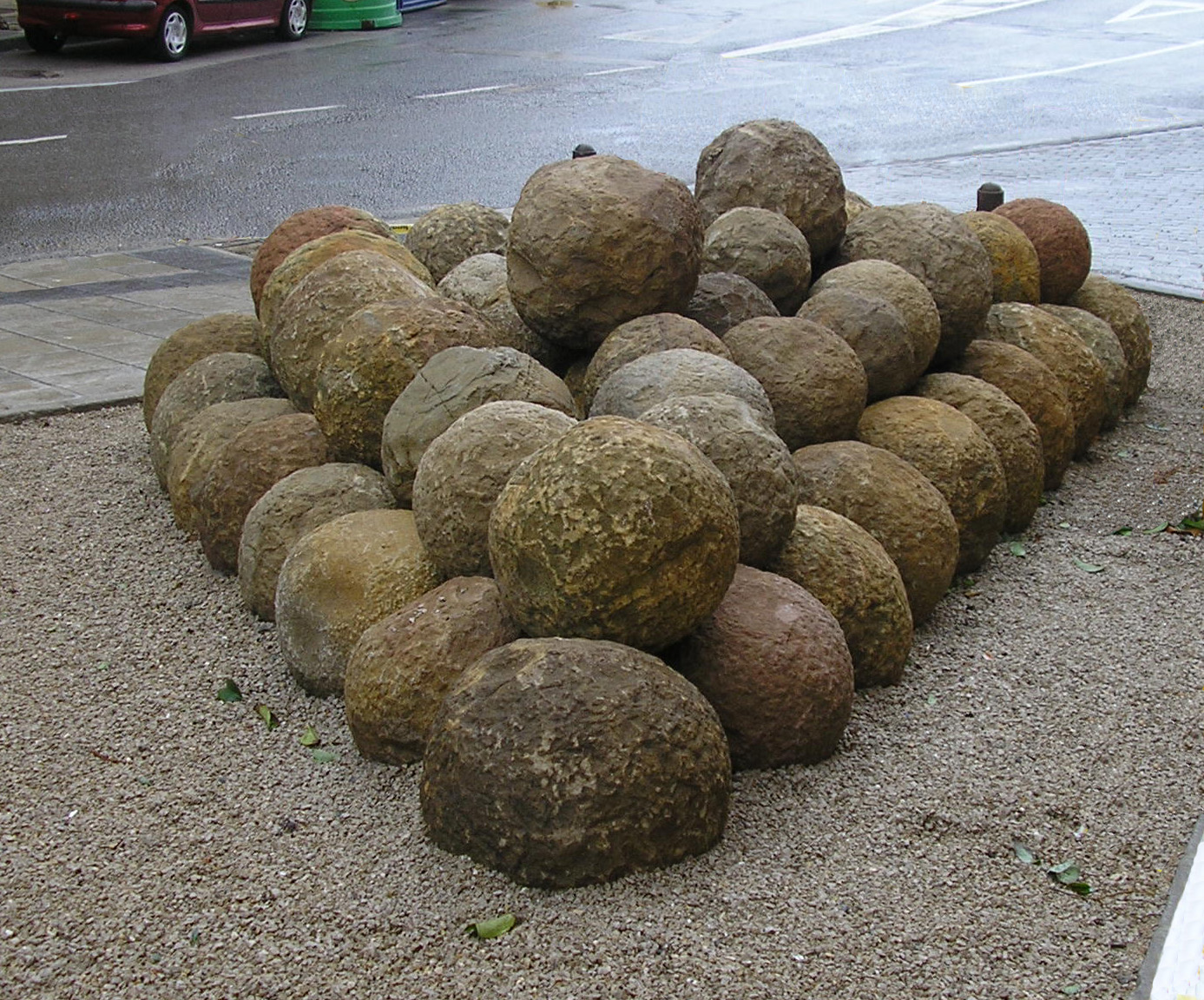
Boulets se trouvant dans le parc archéologique des murailles.

En janvier et durant 1343 se sont poursuivies les luttes autour de la ville, affaiblissant les forces des deux camps. On avait construit une grande bastide de bois face à la Porte del Fonsario, sous le commandement de Iñigo López de Orozco, d'où on pouvait tirer contre la cité par-dessus la muraille. Cette première bastide fut incendiée peu de temps après avoir été construite par une expédition sortie de la cité, mais elle fut à nouveau reconstruite et n'a plus arrêté de tirer contre la ville durant tout le siège.
À ce moment, depuis Grenade, le roi Yusuf était en train de préparer du matériel de guerre pour venir au secours de la cité. Avec la menace des troupes de Grenade, on redoubla les attaques contre la porte del Fonsario dans la vieille ville de la cité, le point le plus faible, mais aussi le mieux fortifié. Devant celle-ci, Alphonse XI commande de faire de nouvelles tranchées couvertes, qui permettaient de s'approcher des murailles de la cité pour placer des machines de siège. Depuis Algésiras, on lançait des projectiles en fer depuis des armes pyro-balistiques, qui provoquaient de grandes pertes dans les rangs des assiégeants, les premières pièces d'artillerie avec de la poudre utilisées sur la péninsule. On continuait à construire cependant des bastides et des tranchées autour de la cité jusqu'à ce que tout le périmètre soit occupé. Depuis le camp castillan redoublaient les attaques avec des armes appelées trébuchets, qui déchargeaient sur la cité une quantité énorme de boulets de pierre, dont beaucoup étaient récupérés dans les fossés pour être relancés. Ces armes possédaient une portée maximum de trois cents mètres.
De nouveaux renforts arrivent dans le camp chrétien provenant de diverses municipalités de Castille, ainsi que les chevaliers Juan Nuñez de Lara et Don Juan Manuel, qui ont pu relever les soldats qui avaient été blessés ou se trouvaient affaiblis par la faim.
À partir de février 1343, on a commencé à construire une barrière autour de la cité du côté de la mer pour interdire l'arrivée de vivres venant de Gibraltar. L'idée du conseil de Castille était d'établir tout au long de la côte de la médina d'Algésiras des chaînes maintenues par des pieux. Ce blocus maritime allait de la pointe du Rodeo, au sud de la cité, jusqu'à l'île Verte et de celle-ci jusqu'à la plage de Los Ladrillos (es) au nord. Le blocus serait renforcé par les escadres chrétiennes.

### Habitants de Grenade et Marocains à l'aide d'Algésiras

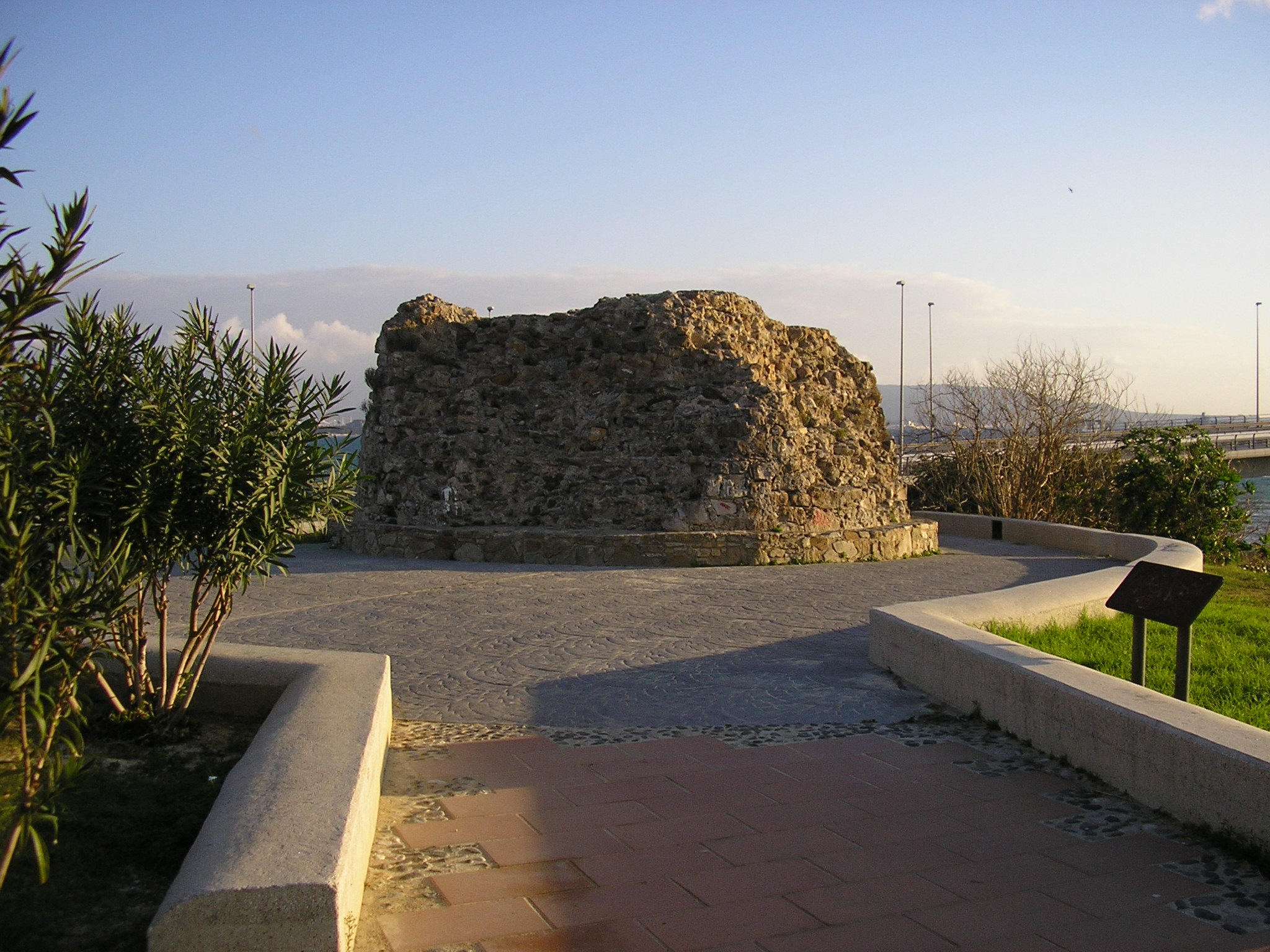
Tour de l'Amiral, résidence durant le siège d'Egidio Boccanegra et des escadres castillanes et génoises.

En mai 1343, une grande armée commandée par le roi musulman de Grenade passe le río Guadiaro (es) se rapprochant d'Algésiras. Rapidement, le roi chrétien réunit ses officiers pour voir comment on pouvait faire face à cette nouvelle menace. Alphonse XI envoya des courriers au roi de Grenade lui communicant qu'il lèverait le blocus de la cité si on lui payait un tribut ; le roi de Grenade fit une offre de trêve, mais cela ne fut pas suffisant pour les Castillans.
Ce même mois de mai 1343 sont arrivés au siège d'Algésiras de nombreux chevaliers européens attirés par l'importance de l'opération : d'Allemagne, le Comte de Bous ; d'Angleterre, les comtes de Derby et de Salisbury ; de France, Gaston II de Béarn, comte de Foix et son frère ; et du royaume de Navarre, le roi en personne Don Philippe III d'Évreux avec des vivres et des troupes.
Pendant ce temps, les troupes de Grenade ne bougeaient pas de leurs positions, attendant le moment propice pour s'approcher de la cité. Durant les mois de juin et juillet, la situation du blocus s'est maintenue comme avant. On construisait tranchées et bastides et on se battait dans la lice, pendant que depuis la cité, les truenos (tonnerres), comme on appelait ces nouvelles armes à poudre musulmanes, causaient de grandes pertes dans les forces des assiégeants. 
En août 1343, alors que continuaient les négociations entre Castillans et les gens de Grenade, ceux-ci reçurent la nouvelle que, depuis le Maroc, le Roi Abu al-Hasan 'Ali préparait une flotte pour venir en aide à la cité. Devant l'imminence de l'entrée dans la lutte des forces musulmanes provenant de Grenade et du Maroc, les chrétiens ont senti nécessaire d'accélérer les plans de conquête d'Algésiras. Tant les troupes positionnées sur le Guadiaro que les barques préparées près de Ceuta laissaient présupposer une grande bataille dans la zone. 
Simultanément, Alphonse de Castille a reçu la nouvelle que le pape prêtait 20 000 florins pour faire face aux frais de l'opération, et que le roi de France faisait de même par l'intermédiaire de l'archevêque de Tolède, Don Gil de Albornoz, avec 50 000 florins. Grâce à cet argent, les castillans ont pu payer les mercenaires genevois qui exigeaient leur paie. Les moments critiques que vivaient les chrétiens dans ce siège et la proximité du combat avec les gens de Grenade et du Maroc étaient connus dans tout le royaume. Le roi de Castille avait dû engager sa couronne et faire fondre à Séville plusieurs de ses objets en argent après un incendie qui avait réduit en cendres les magasins de farine du campement.
Au même moment, l'Aragon a envoyé de nouveaux bateaux pour aider à maintenir le siège. Le vice-amiral valencien Jaime Escribano est arrivé à la mi-août à Algésiras avec dix galères au nom de l'Aragon, et a rejoint le vice-amiral Mateo Mercer qui en avait autant. Les dix barques de Jaime Escribano et quinze autres navires castillans commandés par l'amiral Egidio Boccanegra, ont été envoyés à Ceuta dans le but de faire le plus de dégâts possibles à la flotte du roi du Maroc.
Dans un premier temps, les chrétiens essayèrent de surprendre la flotte musulmane en envoyant combattre les seules quinze barques castillanes, pendant que les navires aragonais manœuvraient comme s'ils se préparaient à aider les Marocains. 
La stratégie était sur le point de réussir, mais un marin des barques de Castille a été capturé avant le combat et a révélé aux musulmans la ruse. Les barques de Ceuta sont rapidement revenues au port et la flotte chrétienne dut faire de même et revenir dans la baie d'Algésiras. Egidio Boccanegra posta vingt de ses navires dans le port de Getares à la recherche d'autres informations et avec l'objectif d'intercepter les Maghrébins s'ils se décidaient à forcer le blocus.

### Les troupes de Fès passent le détroit
En octobre 1343, la flotte marocaine traversa le détroit de Gibraltar et arriva à l'anse de Getares. Aussitôt les chrétiens allumèrent des signaux d'alerte et quarante barques castillanes et aragonaises se sont postées à l'entrée sud de la cité. 
Mais les barques venant d'Afrique ne faisaient pas cap vers Algésiras mais trouvèrent abri dans le port voisin de Gibraltar. Le combat entre les galères menaçait de se déclencher ; avertie de cela, l'escadre génoise commença à embarquer tout ce qui lui appartenait dans le but de partir. Ils signifièrent au roi que si on ne leur payait pas tout ce qu'on leur devait, ils abandonneraient le blocus comme l'avaient déjà fait d'autres assiégeants. Il était connu que les marins génois avaient des contacts avec ceux des Mérinides de Gibraltar et y compris ceux de Ceuta et que les relations entre eux étaient loin d'être hostiles. On craignait dans le camp royal que, faute de paiement, les soldats de Gênes n'aident les musulmans lors du combat qui approchait. C'était déjà arrivé du temps d'Alphonse X. La décision du roi a été de payer de ses propres deniers les soldats de Gênes. Cependant les prêts que les commerçants génois avaient fait au roi de Castille durant le siège, étaient très élevés. Ce sont eux qui lui avaient permis d'apaiser les plaintes de ses soldats.
Les deux escadres ne se sont pas affrontées dans les eaux de la baie. Les barques envoyées par l'émir de Fès accostèrent à Gibraltar, où elles ont débarqué un grand nombre de soldats, quarante mille hommes à pied et douze mille à cheval selon certaines chroniques.
En novembre 1343, le roi de Grenade et l'infant du Maroc sont arrivés sur les rives du río Palmones. Les mouvements de troupes de Gibraltar vers la rivière de Palmones ont été protégées par une escadre de barques de l'émir du Maroc qui se trouvaient au centre de la baie pour empêcher que la flotte castillano-aragonaise puisse débarquer des troupes à l'endroit où les leurs se déplaçaient. Le roi commanda alors que l'on incendie les navires ennemis en jetant sur eux des produits inflammables et des flèches enflammées, tout en profitant du fort vent de levant qui soufflait. Les musulmans évitèrent l'incendie de leurs barques en les couvrant de voiles mouillées et en utilisant de longues perches qui empêchaient les barques ennemies de s'approcher.
Le camp royal de Castille avait été averti rapidement de l'arrivée des troupes grâce aux signaux envoyés depuis la tour des Adalides. Les troupes musulmanes envoient un premier groupe expéditionnaire traverser la rivière pour reconnaître le terrain alors que les Castillans les observaient depuis la tour. Alphonse XI ordonna qu'aucun de ses chevaliers n'attaquent les adversaires avant que toute la troupe n'aie passé la rivière. Les musulmans sans doute connaissaient aussi le terrain et après une première inspection et une petite échauffourée avec un groupe réduit de chrétiens, revinrent au bord de la rivière en attendant des renforts. Dans le camp de Grenade, on n'était pas pressé de commencer les combats car dans peu de jours, ils recevraient des renforts de la capitale.

### La bataille du río Palmones
Le 12 décembre 1343, les assauts contre les murailles de la cité redoublent. Depuis la cité, on tire des truenos sur le camp chrétien, alors que de l'autre côté, on lance une multitude de flèches contre les défenseurs. Peu après le lever du jour, les engins de siège chrétiens arrivent à ouvrir une brèche dans les défenses et à travers elle, les assiégeants se lancent à l'attaque de la cité sans pouvoir pénétrer dans la ville. À ce moment, l'angoisse culmine dans Algésiras et on envoie des signaux de fumée depuis le minaret de la grande mosquée de la cité pour indiquer que la situation devenait critique. Dans le camp de Grenade, on voit les signaux et on entend le bruit des truenos. Les musulmans pensent que la cité est en train d'être assaillie. Rapidement les troupes de Gibraltar se mobilisent, rejoignent celles qui étaient à Palmones et se mettent en formation de combat.

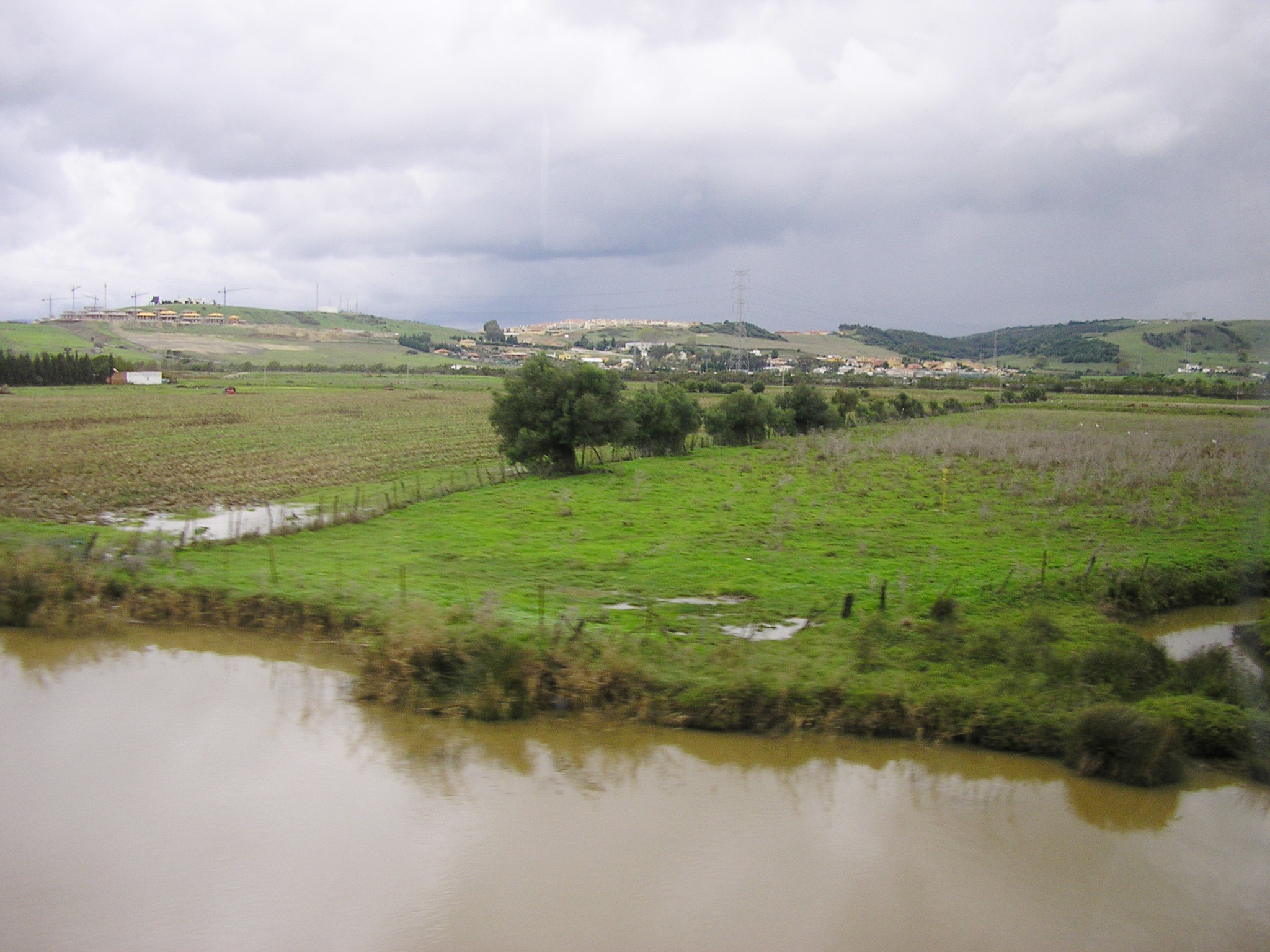
Marais de la rivière Palmones.

Depuis la tour des Adalides, Alphonse XI commande à ses armées de se préparer et à Don Joan Núñez de se placer sur un des gués qui permettaient de passer la rivière près de la montagne. Les troupes musulmanes qui avaient emprunté ce gué, livrent bataille aux Castillans. Une grande quantité de troupes est descendue de la tour, submergeant par leur nombre les musulmans. Sous le commandement du roi lui-même, tous les soldats chrétiens traversent la rivière et commencent à poursuivre les hommes de Grenade qui se retirent. Les cavaliers musulmans subissent alors des pertes. Les hommes de Grenade et Fès fuient dans le désordre, oubliant les ordres de se replier sur Gibraltar. De nombreux musulmans s'échappent vers les montagnes d'Algésiras, les autres vers la tour de La Almoraima (es) suivis par les Castillans. 
Le roi de Castille se rend compte qu'il y a peu de soldats autour de lui car la plus grande partie d'entre eux poursuivait les hommes de Grenade. Il n'avait avec lui que des blessés et ceux qui avaient perdu leurs chevaux et retraversaient la rivière. Pour cette raison, il décide d'attendre le retour des soldats et de ne revenir au camp royal qu'à la nuit.
L'alliance des troupes de Grenade et du Maroc avait été mise en déroute, mais dans les marais du río Palmones, on retrouva de nombreux cadavres des deux armées. Ce n'était pas une déroute totale et il restait une possibilité pour les musulmans de réorganiser leurs troupes ; les chrétiens avaient besoin que la cité tombe rapidement.

### Capitulation
Après la désastreuse bataille du Río Palmones, le roi de Grenade voulait préparer une seconde attaque contre les armées chrétiennes, mais le moral de la troupe n'y était plus. L'émissaire de l'émir de Fès le convainquit d'essayer de résoudre le conflit avec le roi de Castille par le moyen d'un traité de paix et pour cela il envoya un courrier au camp royal d'Algésiras en proposant une trêve. Mais Alphonse XI n'acceptait la paix qu'à la condition que la cité passe sous son pouvoir.

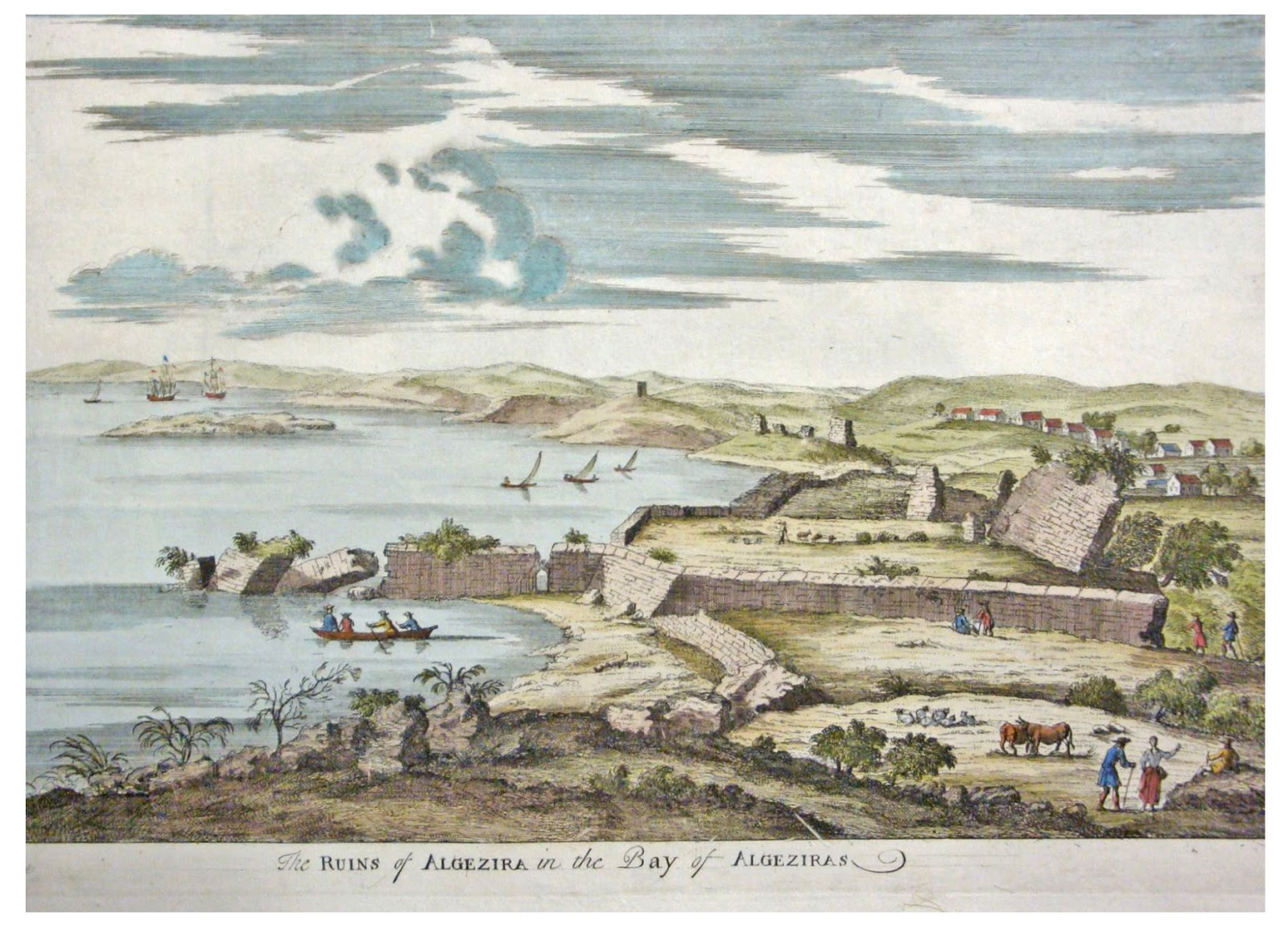
Ruines d'Algésiras sur une gravure du XVIII.

En janvier 1344, le roi castillan décide de renforcer le blocus maritime qui était fréquemment violé par de petites embarcations venant de Gibraltar. Le nouveau blocus se ferait désormais en attachant fortement aux chaînes, de grands tonneaux qui flottaient. Leur position était maintenue par des meules immergées, avec des mâts de barque qui dépassaient de plusieurs mètres de la surface de la mer. Le passage des barques vers Algésiras était ainsi définitivement coupé ; c'était une question de temps pour que la faim amène la capitulation de la ville.
Au mois de mars, la situation dans la cité était déjà désespérée. Il ne restait plus de pain ni aucun autre aliment. Les défenseurs étaient si peu nombreux qu'ils ne pouvaient couvrir qu'une partie de la muraille. Le dimanche 2 mars, Don Hazán Algarrafe, envoyé du roi de Grenade, arriva au camp castillan avec des propositions pour le roi de Castille : le roi de Grenade acceptait de livrer la cité d'Algésiras. Les conditions des musulmans étaient simples: on laisserait sortir tous ceux qui demeuraient dans la cité avec leurs biens sous la protection d'Alphonse XI ; on établirait une trêve de quinze ans entre le royaume de Castille et les rois de Grenade et du Maroc ; ces derniers paieraient un tribut de douze mille doublons d'or par an à la Castille. Le conseil des officiers du roi recommandait de continuer le siège car les troupes en renfort des municipalités de Séville et Tolède devaient arriver ; les tranchées garantissaient que la ville tomberait rapidement. Alphonse XI sans doute, ne souhaitait pas poursuivre le combat car le siège coûtait trop cher et il avait déjà perdu beaucoup de soldats. Il accepta les conditions des musulmans avec l'unique changement sur la durée de la trêve, qui était ramenée à dix ans. On signa le traité d'Algésiras, qui mettait fin à vingt-et-un mois d'un siège très dur.
Le 26 mars 1344, les habitants de la ville neuve d'Algésiras passèrent, avec leurs biens, dans la vieille ville, remettant la ville neuve à l'infant Don Juan Manuel. Le jour suivant, veille du dimanche des Rameaux, la vieille ville fut remise au roi Don Alphonse XI pendant que ses occupants l'abandonnaient. Sur les tours de la cité, on dressa les bannières du roi, celles de l'infant Don Pedro, de Don Henri, du maître de Santiago, de Don Fernando, de Don Tello et de Don Juan. Accompagnant le cortège venaient également les principaux officiers du roi, et parmi eux Egidio Boccanegra, qui fut nommé Seigneur de l'État de La Palma, en remerciement de son action au cours du blocus. Le jour suivant, on a célébré une messe dans la grande mosquée de la cité, qui avait été consacrée en cathédrale, sous l'invocation de sainte Marie de La Palma, patronne depuis de la cité. Lors du siège, de grands personnages de la noblesse castillane ont perdu la vie : Rui López de Rivera, qui avait été ambassadeur de Castille au Maroc, Diego López de Zúñiga, seigneur des Grands États de La Rioja, Gonzalo Ibáñez et Fernán González de Aguilar, seigneurs de l'État d'Aguilar (es) entre autres.

## Conséquences
La prise d'Algésiras a représenté une étape décisive dans la Reconquista, en donnant au royaume de Castille le principal port de la côte nord du détroit de Gibraltar. La cité sera désormais la base principale pour les actions des armées chrétiennes. Pour assurer la prospérité de la nouvelle cité castillane, le Roi Alphonse XI a signé en 1345 la Carta de ordenación de Algeciras, qui fournissait des terres et des exemptions fiscales à toute personne qui voulait s'établir dans la cité. Il a ajouté à ses titres celui de Roi d'Algésiras. Il sollicita du Pape Clément VI le transfert de la cathédrale de Cadix à Algésiras, la création du diocèse de Cadix et Algésiras et la consécration de la grande mosquée de la cité comme cathédrale sous l'invocation de la Vierge de la Palma,.
Après la perte d'Al-Yazirat Al-Hadra, il restait seulement aux mains des Mérinides de Fès la cité de Gibraltar comme port. Tous les efforts de la Reconquista vont se centrer désormais autour de la prise de cette cité. En 1350, Alphonse XI mit le siège devant Gibraltar, en s'appuyant à nouveau sur les flottes d'Aragon et de Gênes qui étaient basées à Algésiras. Mais en mars 1350 se déclara une forte épidémie de peste bubonique dans le camp castillan qui entraîna la mort du roi le 26 mars.
Ce décès inespéré déboucha sur une guerre civile entre les prétendants au trône de Castille. Les conséquences de la guerre pour Algésiras ne se sont pas fait attendre et en 1369 en pleine guerre entre Pierre Ier et son frère Henri III, la cité n'avait plus qu'une faible garnison, les troupes étant appelées au nord. Cette opportunité fut saisie par le roi de Grenade Mohammed V al-Ghani pour reconquérir Al-Yazirat Al-Hadra. Les musulmans reconstruisirent les défenses et y établirent une forte troupe pour défendre la cité. 
La sort de celle-ci allait à nouveau changer à la fin du conflit en Castille. En 1379, une fois reconstituées les armées chrétiennes, les hommes de Grenade comprirent l'impossibilité de défendre longtemps la cité lors d'un nouveau siège. C'est la raison pour laquelle cette année-là, ils procédèrent à la destruction de la ville. Pour cela, ils comblèrent le port, abattirent les murailles et incendièrent tous les édifices. En trois jours Algésiras fut totalement arasée. Elle le restera jusqu'à la conquête britannique de Gibraltar en 1704, lorsqu'une partie des exilés de Gibraltar s'établirent sur les terrains incultes qu'occupait l'antique vieille ville.